# Кашлуль, Хассан
Хассан Кашлуль (араб. حسان كشلول‎; родился 19 февраля 1973 года, Агадир, Марокко) — марокканский футболист, выступавший на позиции полузащитника за сборную Марокко.

## Клубная карьера
Родившийся в Марокко Хассан Кашлуль вырос во Франции и начинал свою карьеру футболиста во французском клубе «Ним». 28 августа 1992 года он дебютировал в Дивизионе 1, выйдя на замену в концовке домашнего поединка против «Нанта». 5 февраля 1993 года Кашлуль забил свой первый мяч в лиге, сравняв счёт в гостевом матче с «Марселем». В 1995 году марокканец перешёл в «Мец», но играл преимущественно на правах аренды за «Дюнкерк» и «Сент-Этьен» в Дивизионе 2.
В 1998 году Хассан Кашлуль стал футболистом английского «Саутгемптона», за которого провёл в английской Премьер-лиге три сезона и забил 14 голов. Затем он представлял английские клубы «Астон Вилла» и «Вулверхэмптон Уондерерс», а также шотландский «Ливингстон».

## Карьера в сборной
Хассан Кашлуль был включён в состав сборной Марокко на чемпионат мира по футболу 1994 года в США, но на поле в рамках турнира так и не вышел.
Он сыграл за национальную команду на Кубке африканских наций 2000 года в Гане и Нигерии один матч, выйдя на замену в самой концовке поединка с Тунисом. 